# Syratal
Syratal ist ein Stadtteil von Plauen im Stadtgebiet West.

## Geographie
Syratal liegt relativ im Zentrum Plauens und grenzt an fünf weitere Stadtteile Plauens. Den größten Teil der Fläche nimmt das gleichnamige Landschaftsschutzgebiet ein. Durch den Stadtteil fließt der namensgebende Syrabach.
|                   | Haselbrunn                                  | Bahnhofsvorstadt |
| Neundorf          | Kompassrose, die auf Nachbargemeinden zeigt | Bärenstein       |
| Siedlung Neundorf |                                             |                  |

## Kultur und Sehenswürdigkeiten

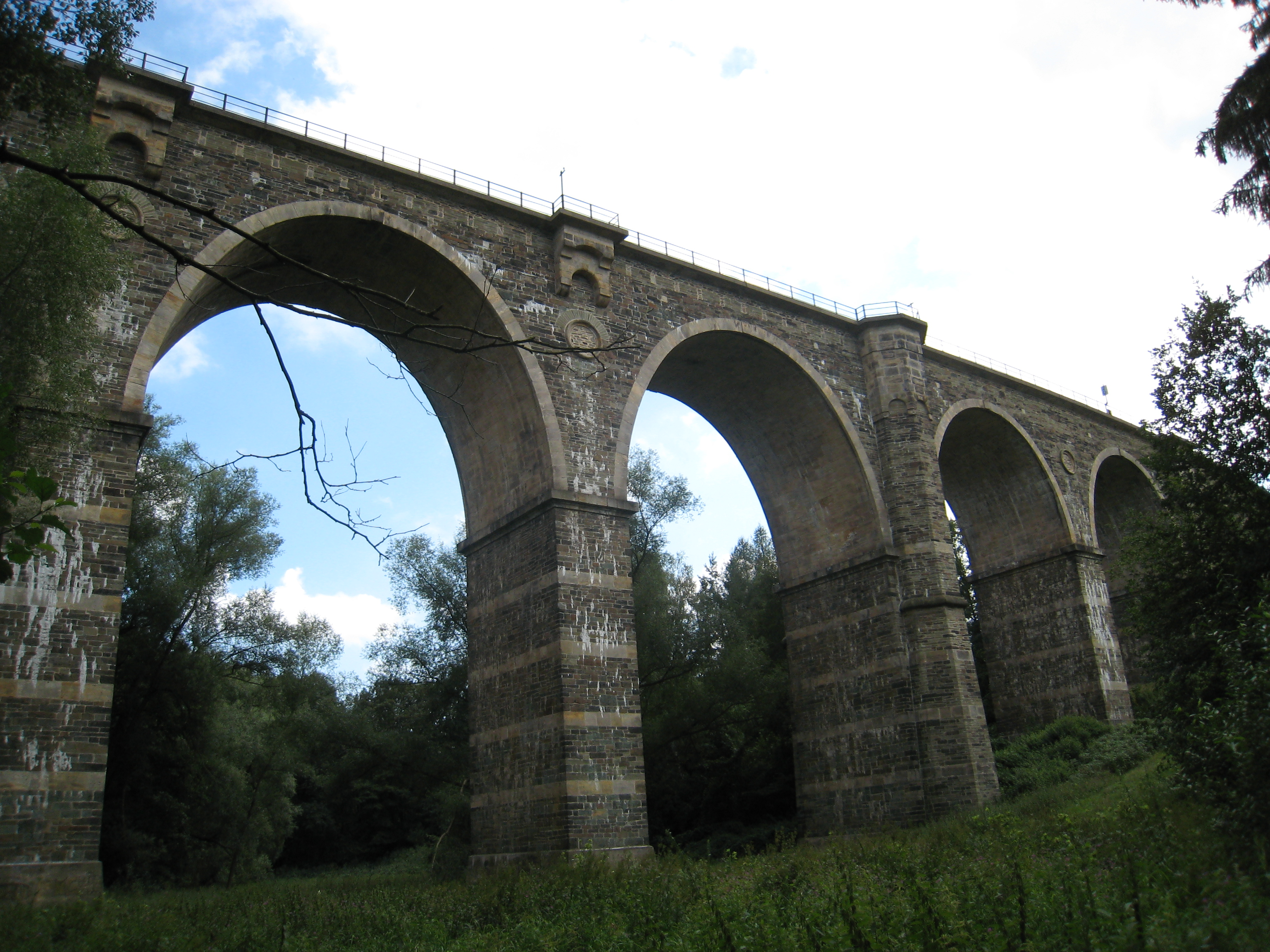
Die Syratalbrücke

Am östlichen Rand des Stadtteils führt die Bahnstrecke Plauen–Cheb über die denkmalgeschützte Syratalbrücke. Unweit von der Brücke entfernt befindet sich der Dobenaufelsen mit der Burgruine Dobenau, die vom Bergknappenverein und vom Freibad-Förderverein Haselbrunn wieder freigelegt wurde. Der Sage nach befand sich hier der Stammsitz des Dobnagaus.